# 1970 Sumeria
1970 Sumeria (1954 ER) là một tiểu hành tinh vành đai chính được phát hiện ngày 12 tháng 3 năm 1954 bởi M. Itzigsohn ở La Plata.